# Papa-lagarta-de-asa-vermelha
Cuco-d'asa-vermelha ou papa-lagarta-de-asa-vermelha (Coccyzus americanus) é uma espécie de papa-lagarta nativo da América no Norte, que migra para regiões da América Central e América do Sul. O nome de gênero vem do grego antigo kokkuzo, que significa cantar como um cuco, e a designação americanus significa da América. Também é conhecido como papa-lagarta-de-bico-amarelo e lagarteiro-branco.

## Descrição
Os adultos têm cauda longa, marrom acima e preto e branco abaixo, e um bico preto curvo com amarelo especialmente na mandíbula inferior. A cabeça e as partes superiores são marrons e as partes inferiores são brancas. Existe um anel amarelo ao redor do olho. Mostra uma mancha ferrugem nas asas em voo. Os indivíduos jovens são semelhantes, mas o preto na medula inferior é substituído pelo cinza. Tem comprimento entre 26 e 30 cm, peso entre 55 e 65 g, e envergadura entre 38 e 43 cm.

## Taxonomia e conservação
Presente na América do Norte. Há um debate contínuo sobre o status taxonômico da raça ocidental e se ela é distinta das aves do leste. Esta questão é significativa para o estado de conservação desta espécie no oeste, onde diminuiu para uma pequena fração de sua população há um século. As populações desta espécie no oeste da América do Norte estão em declínio acentuado. O pássaro desapareceu da Colúmbia Britânica, Washington e Oregon durante a primeira metade do século XX. As populações orientais também diminuíram, embora não tão precipitadamente. O Serviço de Pesca e Vida Selvagem dos Estados Unidos listou a raça ocidental como ameaçado pela Lei de Espécies Ameaçadas em 3 de novembro de 2014.

## Habitat e migração
Seu habitat de reprodução são as florestas do sul do Canadá, até o México e Caribe. Eles migram para a América Central e para o sul, até o norte da Argentina. Podem aparecer como vagantes raros na Europa Ocidental.

## Alimentação
Eles comem principalmente insetos, especialmente lagartas (daí o nome) e cigarras, mas também alguns lagartos, ovos de outras aves e frutos silvestres.

## Reprodução

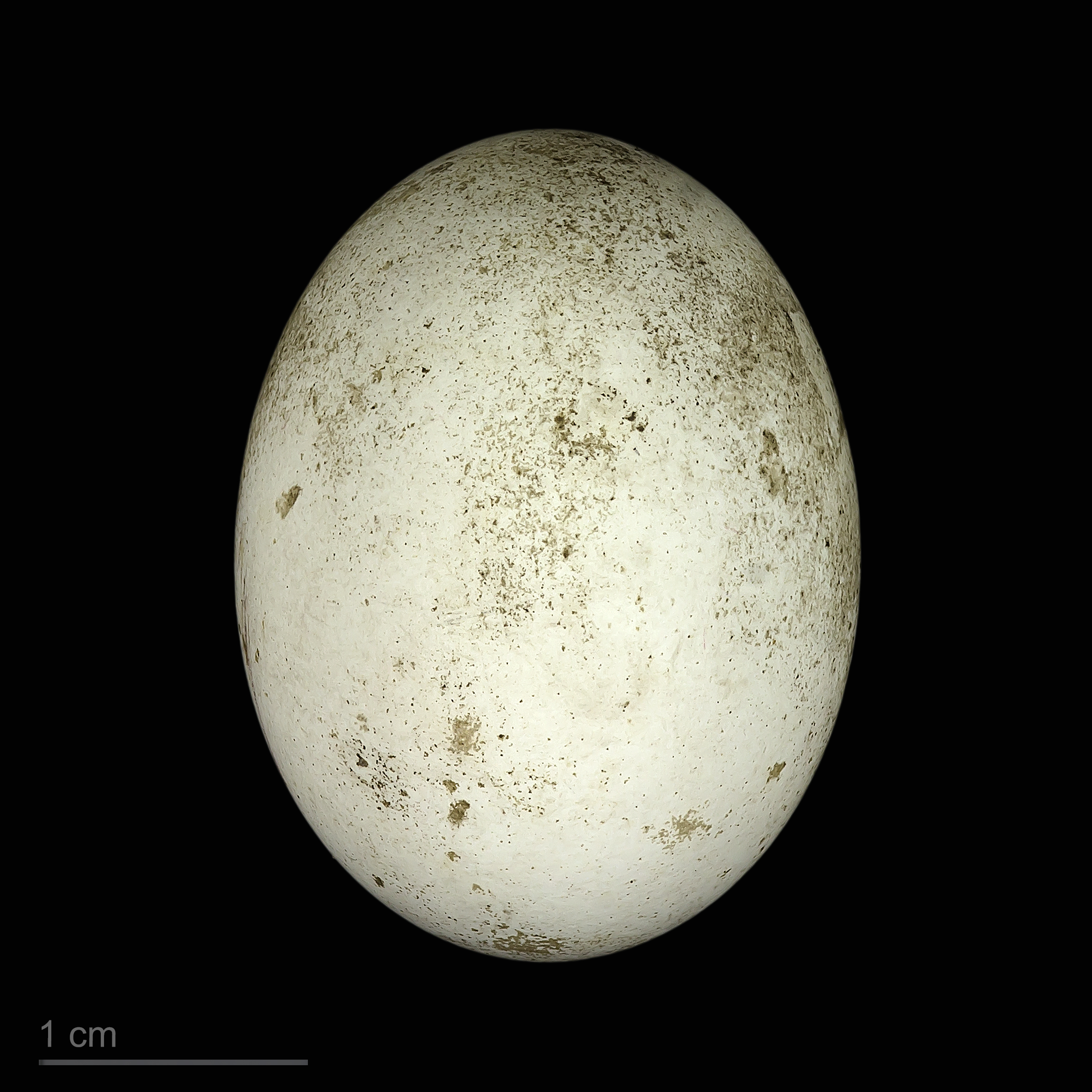
Coccyzus americanus - MHNT

Fazem ninhos em árvores ou arbustos, geralmente de 1 a 4 metros acima do solo. O ninho é uma plataforma frágil de galhos curtos colocados em um galho horizontal. Colocam 3 a 4 ovos, incubados por 14 dias ou menos. Os filhotes são capazes de trepar com agilidade aos 7 ou 9 dias de idade. Mais ou menos nessa época, as penas dos filhotes já cresceram e eles já são capazes de voar. O tempo total, desde a postura dos ovos até o nascimento, pode ser de apenas 17 dias. Ocasionalmente põem ovos nos ninhos de outras aves (na maioria das vezes no ninho de seu congênere, o papa-lagarta-de-bico-preto), mas não são parasitas de cria obrigatórios de outras aves, como é o caso do cuco-canoro da Eurásia.